# Malschwitz
Malschwitz (górnołuż. Malešecy) – miejscowość i gmina w Niemczech, w kraju związkowym Saksonia, w okręgu administracyjnym Drezno, w powiecie Budziszyn, do 31 grudnia 2012 siedziba wspólnoty administracyjnej Malschwitz, która dzień później została rozwiązana. 1 stycznia 2013 do gminy przyłączono gminę Guttau.